# Enzo Fiermonte
Enzo Fiermonte, né le 17 juillet 1908 à Casamassima (Italie) et mort le 22 mars 1993 à Mentana (Italie) est un boxeur, acteur, réalisateur et scénariste italien.

## Biographie
De 1925 à 1934, il est boxeur professionnel, avec un record de 47 victoires (11 par KO), 17 défaites (10 par KO) et 2 matchs nuls. Le 22 juin 1943, il annonce sa retraite définitive de la boxe. 
En 1937, il a engagé sa Maserati dans la course automobile de la Coupe Vanderbilt à Westbury, New York, mais n’a pas été autorisé à participer car il n’avait aucune expérience de la course automobile.
Il effectue par la suite une carrière d'acteur au cinéma, employant parfois le nom de William Bird. Il tourne dans environ 118 films, entre les années 1940 et 1980.
Il a été marié de 1933 à 1938 avec Madeleine Astor.

## Filmographie partielle
- 1941 : Beatrice Cenci de Guido Brignone
- 1942 : Fra' Diavolo de Luigi Zampa
- 1945 : Sept femmes, sept destins (Nessuno torna indietro) d'Alessandro Blasetti
- 1945 : La Confession tragique (L'abito nero da sposa) de Luigi Zampa
- 1950 : Le due sorelle de Mario Volpe
- 1950 : L'Épervier du Nil (Lo sparviero del Nilo) de Giacomo Gentilomo : le Scheik Rachid
- 1954 : Roméo et Juliette de Renato Castellani : Tybalt
- 1957 : T'aimer est mon destin (Amarti è il mio destino) de Ferdinando Baldi : Juan
- 1959 : Annibal (Annibale), de Carlo Ludovico Bragaglia et Edgar G. Ulmer
- 1960 : Rocco et ses frères de Luchino Visconti : Boxeur
- 1960 : La Princesse du Nil, de Victor Tourjanski
- 1962 : Le Fils de Spartacus de Sergio Corbucci : Gular
- 1962 : Le Tyran de Syracuse de Curtis Bernhardt
- 1962 : Sodome et Gomorrhe de Robert Aldrich : Eber
- 1963 : Sandokan, le tigre de Bornéo de Umberto Lenzi : Sergent Mitchell
- 1964 : Spartacus et les Dix Gladiateurs (Invincibili dieci gladiatori) de Nick Nostro : Rizio
- 1964 : Le Triomphe d'Hercule (Il trionfo di Ercole) d'Alberto De Martino : Reto
- 1966 : Grand Prix de John Frankenheimer : Guido
- 1968 : Ramdam à Amsterdam (El magnifico Tony Carrera) de José Antonio de la Loma
- 1968 : Une minute pour prier, une seconde pour mourir (Un minuto per pregare, un instante per morire) de Franco Giraldi
- 1968 : Le tueur frappe trois fois (La morte non ha sesso) de Massimo Dallamano
- 1968 : Candy de Christian Marquand : Al Pappone
- 1970 : L'Âne d'or (L'asino d'oro: processo per fatti strani contro Lucius Apuleius cittadino romano) de Sergio Spina
- 1971 : On continue à l'appeler Trinita de Enzo Barboni
- 1971 : La vengeance est un plat qui se mange froid (La vendetta è un piatto che si serve freddo) de Pasquale Squitieri : George Bridger
- 1971 : Scipion, dit aussi l'Africain (Scipione detto anche l'africano) de Luigi Magni
- 1974 : Deux Grandes Gueules (I bestione) de Sergio Corbucci
- 1976 : La Grande Débandade (Le Avventure e gli amori di Scaramouche) d'Enzo G. Castellari
- 1977 : L'Affaire Mori (Il prefetto di ferro) de Pasquale Squitieri
- 1977 : Adios California de Michele Lupo
- 1978 : Sam et Sally : Épisode La Corne d'antilope, réalisé par Robert Pouret : Benson